# رقابت بین‌المللی موسیقی ژنو
رقابت بین‌المللی موسیقی ژنو (انگلیسی: Geneva International Music Competition؛ آلمانی: Concours de Genève؛ فرانسوی: Concours international d'exécution musicale de Genève‎) یک رقابت بین‌اللملی در زمینهٔ موسیقی است که از سال ۱۹۳۹ میلادی تا کنون در شهر ژنو برگزار می‌گردد.
این مسابقات، نوازندگی سازهای گوناگون، صدا و آواز، رهبری موسیقی و اجرای موسیقی مجلسی را در بر می‌گیرد.
برخی از برندگان این جایزه عبارتند از:
- ۱۹۹۲ - امانوئل پائود (فلوت) -   سوئیس
- ۱۹۸۲ - تابئا تسیمرمان (ویولا) -  آلمان غربی
- ۱۹۵۷ - مارتا آرخریچ (پیانو) -  آرژانتین
- ۱۹۵۵ - موریس آندره (ترومپت) -  فرانسه
- ۱۹۴۷ - ویکتوریا د لس آنخلس (آواز) -  اسپانیا
- ۱۹۴۶ - فردریش گولدا (پیانو)  -  اتریش
- ۱۹۳۹ - ماریا اشتادر (آواز) -  مجارستان
- ۱۹۳۹ - آرتورو بندتی میکلانجلی (پیانو) -   ایتالیا